# Gistaín
Gistaín (Chistau en français, Chistén en aragonais) est une municipalité de la comarque de Sobrarbe, dans la province de Huesca, dans la communauté autonome d'Aragon en Espagne. C'est l'une des trois communes qui forment la vallée de Chistau.